# Ernst Nilsson
Ernst Hilding Waldemar Nilsson (* 10. Mai 1891 in Malmö; † 11. Februar 1971 ebenda) war ein schwedischer Ringer.
Nilsson rang für IK Sparta und wurde Weltmeister bei den Ringer-Weltmeisterschaften 1913 sowie 1922.

## Erfolge
(OS=Olympische Spiele, WM=Weltmeisterschaften, FS=Freistil, GR=griechisch-römisch, Hsg=Halbschwergewicht, Sg=Schwergewicht) 
- 1913, 1. Platz, WM in Breslau, GR, vor Johann Trestler, Österreich und František Kopřiva, Böhmen
- 1920, 4. Platz, OS in Antwerpen, FS, Sg, hinter Robert Roth, Schweiz, Nat Pendleton und Fred Meyer, beide USA
- 1922, 1. Platz, WM in Stockholm, GR, Hsg, vor Anders Ahlgren, Schweden und Toivo Pohjala, Finnland
- 1924, 4. Platz, OS in Paris, FS, Sg, hinter Harry Steel, USA, Henri Wernli, Schweiz und Archie MacDonald, Großbritannien